# 초조본 불설우바새오계상경
초조본 불설우바새오계상경(初雕本 佛說優婆塞五戒相經)은 서울특별시 관악구 호림박물관에 있는 고려시대의 목판본 불경이다. 1991년 7월 12일 대한민국의 보물 제1072호로 지정되었다.

## 개요
불설우바새오계상경은 우바새 즉 일반 불교신도들이 지켜야 할 불교의 5가지 가장 기본적인 계율에 대해 설명하고 있는 경전으로, 죄악의 가벼움과 무거움, 참회하여 없앨 수 있는 죄와 그렇지 않은 죄를 구분하여 말하고 있다.
이 책은 고려 현종 때(재위 1011∼1031) 부처님의 힘으로 거란의 침입을 극복하고자 만든 초조대장경 가운데 하나로, 유송(劉宋)의 구나발마(求那跋摩)가 번역한 것을 목판에 새겨 닥종이에 찍어낸 것이다. 두루마리처럼 말아서 보관할 수 있도록 되어 있으며, 크기는 세로 29cm, 가로47.3cm이다.
초조대장경은 이후에 만들어진 해인사대장경(재조대장경 또는 고려대장경)과 비교해 볼 때 몇가지 차이점이 있다. 목판의 새김이 정교한 반면에 해인사대장경과 글자수가 다르고 간행연도를 적은 기록은 없으며, 군데군데 피휘(避諱:문장에 선왕의 이름자가 나타나는 경우 공경과 삼가의 뜻으로 글자의 한 획을 생략하거나 뜻이 통하는 다른 글자로 대치하는 것)와 약자(略字)가 나타난다. 또 초조대장경은 책의 장수를 표시하는데 있어서 대체로 ‘장(丈)’자나 ‘폭(幅)’자를 쓰는데 비해 해인사대장경은 ‘장(張)’자로 통일되어 있다.
이 책도 장수를 표시하는데 있어 ‘장(丈)’자를 쓰고 있으며, 간행연도를 적은 기록이 없는 것으로 보아 고려 현종 때 만들어진 초조대장경 가운데 하나로 여겨진다.

## 참고 자료
- 초조본 불설우바새오계상경 - 국가유산청 국가유산포털